# Gianna Dior
Gianna Dior, pseudonimo di Emily Katherine Correro (Andalusia, 12 maggio 1997), è un'attrice pornografica statunitense.

## Biografia
Nata nel maggio 1997 ad Andalusia, una città della Contea di Covington in Alabama, in una famiglia di militari di origini italiane e native americane, ha conseguito una laurea in psicologia all'Università di Auburn. Durante gli studi lavorava come cameriera in un ristorante di sushi e come addetta alla reception nello studio di un oftalmologo.
In seguito, un agente di Miami, dopo averla notata su Tinder, le ha proposto di girare scene per adulti e, in seguito a ciò, ha fatto il suo debutto a 21 anni nel maggio 2018; subito dopo un mese ha cambiato agente, essendo stata contattata dal famoso Mark Spiegler. Il suo nome d'arte le è stato scelto dal suo primo agente che voleva trovare qualcosa che ricordasse le sue origini italiane. La rivista Penthouse l'ha nominata Pet of the Month nel settembre 2018 e Pet of the Year per il 2019.
Nel 2020 è salita alla ribalta dell'industria vincendo il premio come migliore nuova star sia agli AVN che agli XRCO Award. Inoltre, gira per Evil Angel insieme a Markus Dupree Gianna Dior's First Anal, la sua prima scena di sesso anale. Due anni più tardi agli AVN Awards si è aggiudicata 4 trofei, tra cui quello come Performer femminile dell'anno, diventando la terza attrice di sempre a riuscire a vincere il trofeo come miglior artista dopo aver ottenuto quello come Best New Starlet. Nello stesso anno, per la sua performance in Psychosexual, si è aggiudicata l'XBIZ come Performer Showcase of the Year.
Come attrice ha girato oltre 490 scene, lavorando con le più grandi case di produzione quali Brazzers, Vixen, Wicked, BangBros, Blacked, New Sensations, Reality Kings, Digital Playground ed altre.

## Controversia con Emily Willis
La pornostar Emily Willis ha intentato causa per diffamazione per 5 milioni di dollari contro Gianna Dior e Adria Rae a seguito di alcuni tweet che avrebbero leso intenzionalmente la reputazione dell'attrice.

## Riconoscimenti
- AVN Awards
  - 2020 – Best New Starlet[23]
  - 2020 – Best Boy/Girl Sex Scene per Unlocked con Mick Blue[24]
  - 2021 – Best Oral Sex Scene per Gianna Dior: Blowjob with Eye Contact[25]
  - 2021 – Best Three-Way Sex Scene - G/G/B per Muse con Scarlit Scandal e Rob Piper[26]
  - 2022 – Female Performer of the Year[27]
  - 2022 – Best Boy/Girl Sex Scene per Psychosexual Part 1 con Troy Di Francisco[28]
  - 2022 – Best Anal Sex Scene per Psychosexual Part 2 con Mick Blue[29]
  - 2022 – Best Tag-Team Sex Scene per Psychosexual Part 4 con Rob Piper e Jax Slayher[30]
  - 2023 - Best All-Girl Group Sex Scene per Close Up con Jill Kassidy e Natalia Nix[31]
  - 2023 - Best Girl/Girl Sex Scene per Heat Wave con Vanna Bardot[32]
  - 2024 - Best Foursome/Orgy Sex Scene per All of Us/ Blacked Raw V70 con Kylie Rocket, Richard Mann e Dwayne Fox[33]
- XRCO Award
  - 2020 – Best New Starlet[34]
  - 2022 – Female Performer of the Year condiviso a pari merito con Emily Willis[35]